# Лара, Диохенес
Дио́хенес Ла́ра (исп. Diógenes Lara, 26 июля 1902, Ла-Пас, Боливия — 1971) — боливийский футболист, защитник, участник ЧЮА 1926, ЧЮА 1927 и чемпионата мира 1930 года.

## Карьера

### Клубная
Диохенес Лара выступал за клуб «Боливар».

### В сборной
Лара дебютировал в сборной на чемпионате Южной Америки 1926 в Сантьяго, провёл 4 матча вместе с командой. Через год вновь участвовал в чемпионате Южной Америки, проходившем в Лиме. Провёл три встречи.
На чемпионате мира 1930 года выходил на поле в матчах против Югославии и Бразилии. Оба матча боливийцы проиграли с одинаковым счётом 0:4.
| Матчи и голы Диохенеса Лары за сборную Боливии | Матчи и голы Диохенеса Лары за сборную Боливии | Матчи и голы Диохенеса Лары за сборную Боливии | Матчи и голы Диохенеса Лары за сборную Боливии | Матчи и голы Диохенеса Лары за сборную Боливии | Матчи и голы Диохенеса Лары за сборную Боливии | Матчи и голы Диохенеса Лары за сборную Боливии |
| ---------------------------------------------- | ---------------------------------------------- | ---------------------------------------------- | ---------------------------------------------- | ---------------------------------------------- | ---------------------------------------------- | ---------------------------------------------- |
| №                                              | Дата                                           | Место проведения                               | Соперник                                       | Счёт                                           | Голы                                           | Турнир                                         |
| 1                                              | 12 октября 1926                                | Сантьяго, Чили                                 | Чили                                           | 1:7                                            | -                                              | Чемпионат Южной Америки по футболу 1926        |
| 2                                              | 16 октября 1926                                | Сантьяго, Чили                                 | Аргентина                                      | 0:5                                            | -                                              | Чемпионат Южной Америки по футболу 1926        |
| 3                                              | 23 октября 1926                                | Сантьяго, Чили                                 | Парагвай                                       | 1:6                                            | -                                              | Чемпионат Южной Америки по футболу 1926        |
| 4                                              | 28 октября 1926                                | Сантьяго, Чили                                 | Уругвай                                        | 0:6                                            | -                                              | Чемпионат Южной Америки по футболу 1926        |
| 5                                              | 30 октября 1927                                | Лима, Перу                                     | Аргентина                                      | 1:7                                            | -                                              | Чемпионат Южной Америки по футболу 1927        |
| 6                                              | 6 ноября 1927                                  | Лима, Перу                                     | Уругвай                                        | 0:9                                            | -                                              | Чемпионат Южной Америки по футболу 1927        |
| 7                                              | 13 ноября 1927                                 | Лима, Перу                                     | Перу                                           | 2:3                                            | -                                              | Чемпионат Южной Америки по футболу 1927        |
| 8                                              | 17 июля 1930                                   | Монтевидео, Уругвай                            | Югославия                                      | 0:4                                            | -                                              | Чемпионат мира 1930                            |
| 9                                              | 20 июля 1930                                   | Монтевидео, Уругвай                            | Бразилия                                       | 0:4                                            | -                                              | Чемпионат мира 1930                            |

Итого: 9 матчей / 0 голов; 0 побед, 0 ничьих, 9 поражений.

### Тренерская
Тренировал сборную Боливии во время проведения ЧЮА 1946 и ЧЮА 1947. Под его руководством команда провела 12 матчей, ни разу не выиграв, дважды сыграв вничью и потерпев 10 поражений.